# Monaster Tołgski
Tołgski Monaster Wprowadzenia Matki Bożej do Świątyni, Monaster Tołgski – prawosławny klasztor, początkowo męski, zaś od grudnia 1987 żeński, dawniej w miejscowości Tołga, obecnie w granicach Jarosławia.

## Historia
Założycielem monasteru był biskup jarosławski Prochor, który według podania miał zapoczątkować życie wspólnoty monastycznej w miejscu, gdzie 7 sierpnia 1314 ujrzał cudowną ikonę Matki Bożej.
W XV wieku zabudowania Monasteru Tołgskiego uległy niemal całkowitemu zniszczeniu w czasie pożaru. Według tradycji cudowna ikona, przechowywana w cerkwi, przetrwała, chociaż mnichom nie udało się uratować żadnych innych elementów wyposażenia świątyni. W 1553 car Iwan IV Groźny sfinansował wzniesienie nowej, kamiennej cerkwi dla klasztoru, pragnąc w ten sposób podziękować za uzdrowienie z choroby nóg, do jakiego miało dojść przed Tołgską Ikoną Matki Bożej. Monaster został ponownie zniszczony w czasie wielkiej smuty.
Ponowny wzrost znaczenia monasteru i poprawa jego sytuacji materialnej miała miejsce w ostatniej ćwierci XVII w. w czasie kierowania nim przez ihumena Gordiana. W miejsce starszej cerkwi klasztornej został wzniesiony sobór Wprowadzenia Matki Bożej do Świątyni, zbudowano również nową bramę wiodącą na teren monasteru i otaczające go mury obronne. Na początku XVIII w. wzniesiono drugą świątynię klasztorną, której patronem był Obraz Chrystusa Nie Ludzką Ręką Uczyniony. Do budynku przylegała dwupiętrowa budowla mieszkalna przeznaczona, z polecenia władz świeckich, dla niezdolnych do służby żołnierzy i oficerów. Od 1793 pełnił on funkcje szpitala klasztornego, następnie od 1806 szkoły duchownej, szkoły parafialnej i seminarium. Monaster był wielokrotnie odwiedzany przez carów i caryce Rosji z rodzinami.
W 1918 r. mnisi udzielili pomocy i schronienia spiskowcom przygotowującym w Jarosławiu powstanie antybolszewickie. 
W 1928 władze radzieckie zamknęły klasztor, zaś w 1932 zaadaptowały dawne cele mnichów na mieszkania. Rosyjski Kościół Prawosławny odzyskał monaster w 1987. We wrześniu 1988, po pierwszych pracach remontowych, Cerkiew Rosyjska reaktywowała klasztor zmieniając jego typ na żeński. Był to jedyny w tym momencie żeński monaster w ZSRR, gdyż władze tego kraju zamknęły wcześniej wszystkie tego typu wspólnoty. Na czele klasztoru stanęła mniszka, a następnie ihumenia Barbara (Tretjak).
We wrześniu 2010 w monasterze przebywały 62 mniszki (w tym pięć schimniszek), 23 riasoforne posłusznice oraz 34 posłusznice. W kompleksie klasztornym działa pięć cerkwi:
- sobór Wprowadzenia Matki Bożej do Świątyni
- cerkiew Podwyższenia Krzyża Pańskiego
- cerkiew św. Barbary
- cerkiew Obrazu Chrystusa Nie Ludzką Ręką Uczynionego
- cerkiew nadbramna św. Mikołaja